# TRS-716
TRS-716 ime je za klon IBM-XT računala kojeg je prodavala hrvatska tvrtka Tvornica računskih strojeva Zagreb.

## Tehnička svojstva
- Mikroprocesor: Intel 8088 8/16-bitni
- Takt: 4,77 MHz
- Matematički ko-procesor: Intel 8087
- RAM: 256 KB, proširivo od 704 KB
- Sekundarna memorija:
  - Disketna jedinica: dvije 5 1/4" (346 Kb)
  - Kruti disk: 27 MB (22MB nakon formatiranja)
- Međusklop: Centronics, serijski RS-232
- Grafička kartica: CGA s kompozitnim i RGB izlazom
- Međusklopovi: Centronics (paralelni), RS-232 (serijski)
- Tipkovnica: YU-ASCII, ili ASCII (DIN-5)
- Zaslon: kolor ili monokromni zeleni
- Operacijski sustav: MS-DOS 2.2 i PROPOS-16

## Vanjske jedinice
- 12" monokromni zaslon
- 12" zaslon u boji
- Matrični pisači: TRS-836, TRS-845

## Inačice
- TRS-716W - s tvrdim diskom od 27M i kontrolerom tvrdog diska.

## Posebnosti
S ugradnjom posebnog modula koje je prodavao TRS, računalo TRS-716 mogao se pretvoriti u višekorisnički sistem dodavanjem serijskih terminala, ili se mogao uključiti u mrežu s TRS 901 ili s IBM 370. Ovaj je sistem radio samo s operacijskim sustavom PROPOS-16.
PROPOS-16 bio je kompatibilan s MS-DOS 2.2, i imao je sljedeća svojstva koja su išla iznad mogućnosti procesora 8088:
- podrška za četiri korisnika (uklučivanje terminala TRS 838)
- podrška za računalnu mrežu (TRS 901)
- podrška za izvršavanje više programa u isto vrijeme (multitasking)
- spooler za pisač

## Vanjske poveznice
- Tako reći super (Svet kompjutera 5/1987)